# Alcimus nigropalpus
Alcimus nigropalpus là một loài ruồi trong họ Asilidae. Alcimus nigropalpus được Hobby miêu tả năm 1934. Loài này phân bố ở vùng nhiệt đới châu Phi.